# Ismael

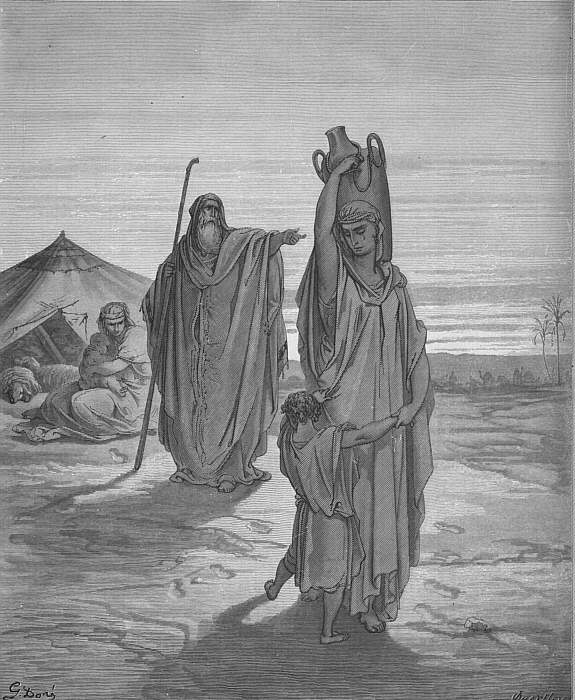
Verstoßung Ismaels und seiner Mutter, Darstellung von Gustave Doré

Ismael (hebräisch יִשְׁמָעֵאל jischmaʿel, „Gott (er)hört“, arabisch إسماعيل Ismāʿīl) ist der Name einer Person des Tanach, des Alten Testaments und des Korans. Im Islam zählt Ismael zu den Propheten. Nach Auffassung der drei abrahamitischen Religionen ist er Abrahams erstgeborener Sohn.

## Etymologie
Der Name Ismael יִשְׁמָעֵאל jischmaʿel ist ein Satzname aus dem Verb שׁמע šm‘ „hören“, im Imperfekt verbunden mit dem theophoren Element אֵל ’el „Gott“. Er bedeutet also „Gott möge (er)hören“ oder „Gott hat erhört“. Auf diese Namensdeutung wird in Gen 16,11 , 17,20  und 21,17  angespielt. In der Septuaginta wird der Name mit Ισμαηλ Ismaēl, in der Vulgata mit Ismahel wiedergegeben. Im Koran erscheint der Name als إسماعيل Ismāʿīl.

## Ismael im Tanach und in der Bibel

### Narrative Darstellung

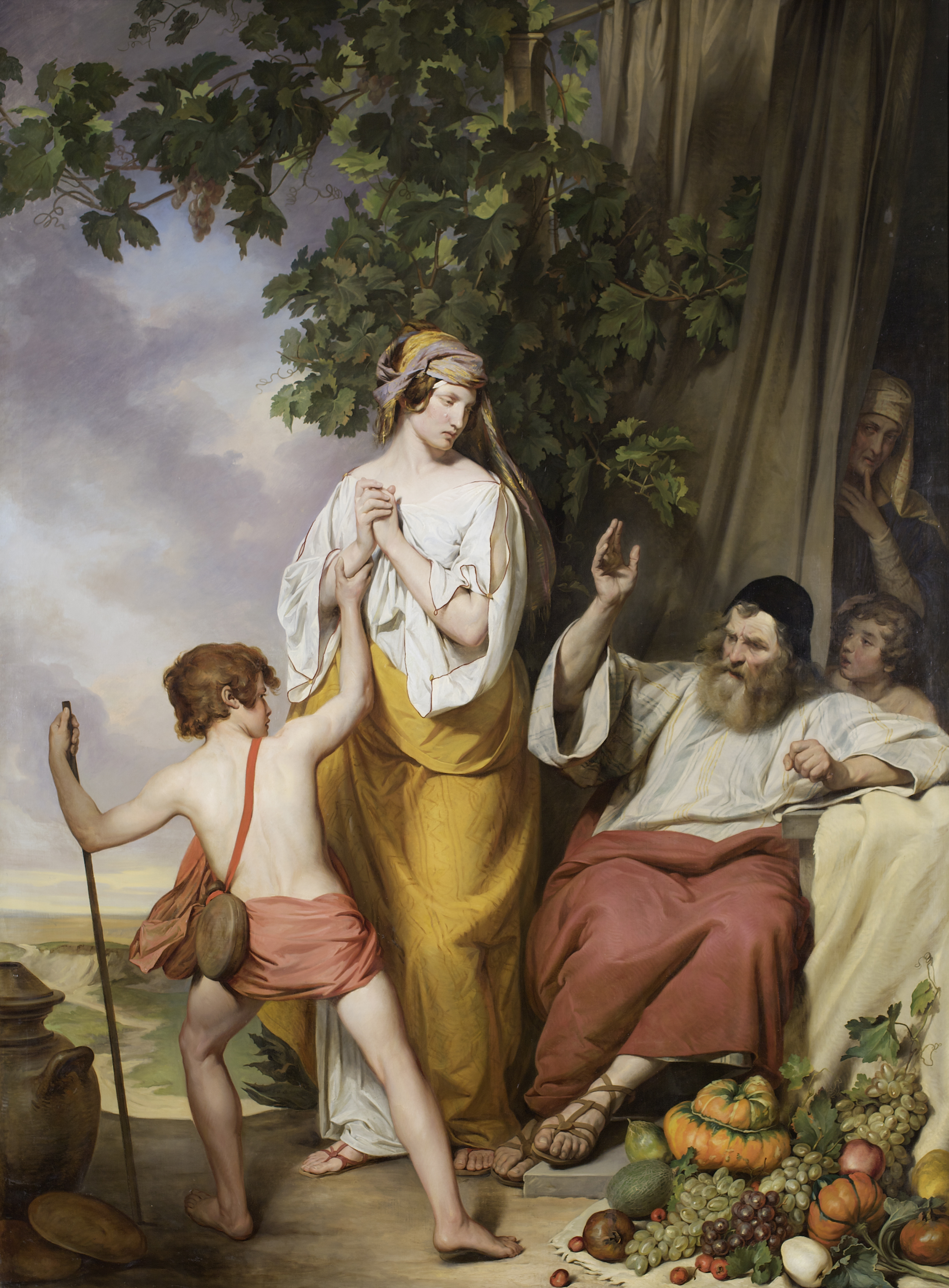
Josef Danhauser – Abraham verstößt Hagar und Ismael

Der biblischen Erzählung zufolge ist Ismael Abrahams Sohn von Hagar, einer ägyptischen Magd von Abrahams Frau Sara (Gen 16,15 ). Sara hat ihren Mann dazu veranlasst, Hagar zur Frau zu nehmen, damit diese Abraham an ihrer statt einen Sohn schenke. Als Hagar schwanger geworden ist, verachtet sie ihre Herrin Sara. Als diese Hagar daraufhin demütigen will, flieht jene in die Wüste. Dort erscheint ihr ein Engel, der ihrem Sohn, den sie Ismael nennen soll, eine große Nachkommenschaft verheißt und sie auffordert, zu ihrer Herrin zurückzukehren. Ismael wächst bei seinem Vater Abraham auf. Als Ismael 13 Jahre alt ist, schließt Gott mit Abraham einen Bund. Daraufhin beschneidet Abraham alle seine männlichen Angehörigen, auch Ismael (Gen 17,25 ). Nach der Geburt Isaaks werden Hagar und Ismael aus Abrahams Haushalt verstoßen und in die Wüste geschickt. Dort erscheint wieder ein Engel, der sie vor dem Verdursten rettet. Ismael lebt dann in der Wüste Pharan, wo er eine Ägypterin heiratet (Gen 21,8–21 ). Zu Abrahams Begräbnis kehrt er noch einmal nach Kanaan zurück (Gen 25,9 ). Seine Söhne heißen Nebajot, Kedar, Adbeel, Mibsam,
Mischma, Duma, Massa, Hadad, Tema, Jetur, Nafisch und Kedma. Sie werden die zwölf Fürsten der Stämme der Nachkommen Ismaels (Gen 25,13–16 ). Seine Tochter Mahalat wird später die Frau Esaus (Gen 28,8f , in 36,3  Basemat genannt). Ismael stirbt im Alter von 137 Jahren (Gen 25,17 ).
Ismael gilt als Stammvater der Araber, wie in Gen 25,12–18  ausgeführt. Somit repräsentiert er die ursprüngliche Verwandtschaft zwischen den Israeliten und den Arabern.

### Interpretation

#### Kontextanalyse: Vergleich zu Gen 20 und Gen 21
Die Gefährdung Ismaels (Gen 21,8–21) hat einige Parallelen zu der Gefährdung Isaaks (Gen 22,1–19) und zu der Gefährdung Abimelechs (Gen 20).
| Allgemeine Beschreibung                                                 | Ismael Gen 21,8–21                                                                                           | Gen 21 | Isaak Gen 22,1–19                                                                                            | Gen 22 | Abimelech Gen 20                                                                   | Gen 20 |
| Es ergeht ein paradoxer Gottesbefehl mit lebensbedrohenden Konsequenzen | anfängliche Gottesrede (an Abraham), die die Gefährdung hervorbringt                                         | 12     | anfängliche Gottesrede (an Abraham), die die Gefährdung hervorbringt                                         | 1      | anfängliche Gottesrede (an Abimelech), die die Gefährdung hervorbringt             | 3      |
| Es erfolgt die wortlose und sofortige Ausführung.                       | Abraham macht sich frühmorgens auf                                                                           | 14     | Abraham macht sich frühmorgens auf                                                                           | 3      | Abimelech macht sich frühmorgens auf                                               | 8      |
| Es erfolgt die wortlose und sofortige Ausführung.                       | Abrahams Reisevorbereitungen (für Hagar)                                                                     | 14     | Abrahams Reisevorbereitungen (für sich)                                                                      | 3      |                                                                                    |        |
|                                                                         | scheinbar unaufhaltbare Lebensgefahr des Kindes, das in der Gottesrede als Verheißungskind dargestellt wurde | 15f    | scheinbar unaufhaltbare Lebensgefahr des Kindes, das in der Gottesrede als Verheißungskind dargestellt wurde | 9f     |                                                                                    |        |
| Gott greift rettend ein (in Gen 21 + Gen 22 durch einen Engel)          | ein vom Himmel rufender Engel, der die tödliche Gefahr abwendet und nahtlos in Gottesrede übergeht           | 17f    | ein vom Himmel rufender Engel, der die tödliche Gefahr abwendet und nahtlos in Gottesrede übergeht           | 11f    | die Gottesrede verweist auf die Abwendungsmöglichkeit der Todesgefahr              | 6f     |
|                                                                         | Vorgang der Rettung geschieht durch ein Sehen und Gehen (sah einen Brunnen mit Wasser und ging)              | 19     | Vorgang der Rettung geschieht durch ein Sehen und Gehen (sah einen Widder … und ging)                        | 13     |                                                                                    |        |
|                                                                         | Im „Wohnen“ (Ismaels in Paran) kommt die Erzählung zur Ruhe                                                  | 21     | Im „Wohnen“ (Abrahams in Beerscheba) kommt die Erzählung zur Ruhe                                            | 19     | Abimelech bietet Abraham an, in seinem Land an einer beliebigen Stelle zu „wohnen“ | 15     |

Beide Texte (Gen 21 und 22) sind Rettungserzählungen, in denen Gott aus einer scheinbar aussichtslosen Situation einen Weg aus der Lebensgefahr zeigt; und zwar durch einen Engel, der die Furcht nimmt (21,17) bzw. vor dem Äußersten bewahrt (22,12). Dabei liegt die Rettung schon vor ihnen, aber das Sehen wird erst gelehrt und geschieht durch das Öffnen bzw. Aufheben der Augen (21,19; 22,13).
Die beiden Erzählungen (Gen 21 und 22) weisen aber auch Unterschiede auf:
| V.    | Gen 21,8–21 Ismael | Gen 22,1–19 Isaak                                                                                                  | V.     |
| 15f   | Ismael erfährt die physische Not des Verdurstens. | Die göttliche Zumutung an Abraham ist, seinen eigenen Sohn zu opfern.                                              | 2      |
| 20f   | Ismael wird die Bedrohung des Verdurstens immer wieder erfahren, weil er sich in der Wüste Paran niederlässt. | Isaaks Leben ist ein für allemal gerettet. Statt eines Kindesopfers gibt es regelmäßige Tieropfer                  | 13     |
| 10–12 | Abraham ist zunächst anderer Meinung als Sara und in dem Fall somit auch anderer Meinung als Gott: Abraham möchte zunächst Hagar und Ismael nicht in die Wüste schicken. Ausgangspunkt ist also ein menschlicher Konflikt | Nur Gottes unverständliches Wort und Abrahams Tat werden geschildert. Die Meinung Abrahams wird nicht dargestellt. | 1–3    |
| 17    | Der Engel Elohims ruft vom Himmel her. | Der Engel Adonais ruft vom Himmel her.                                                                             | 11. 14 |
| 13    | Abraham wird noch vor der Vertreibung mit der Mehrungsverheißung Ismaels getröstet. Dadurch wird die Härte des Befehls gemildert.                                                                                         | Abraham kennt anfangs noch nicht den Ausgang, aber behält zum Schluss den Sohn, auf dem die Verheißung liegt.      | 16f    |
|       | Es wird kein Gespräch zwischen Abraham und Ismael geschildert. | Es gibt ein Gespräch zwischen Abraham und Isaak.                                                                   | 7f     |

Der große Unterschied dieser Erzählungen zu Gen 20 liegt darin, dass die Rettung auf andere Weise geschieht, und zwar nicht durch einen Engel, sondern erst nach Beseitigung der Schuldursache und durch die Fürbitte des Propheten Abrahams. Das Gottesverhältnis ist in Gen 20 also indirekt: Heil und Segen kann nur über Abraham an Abimelech vermittelt werden (vgl. Gen 12,3).
| V. | Gen 21,8-21 Ismael                                                                           | Gen 22,1-19 Isaak                                                                       | V.   |
| -- | -------------------------------------------------------------------------------------------- | --------------------------------------------------------------------------------------- | ---- |
| 15 | Die Lebensgefährdung besteht im Ausgehen des Wassers.                                        | Die Lebensgefährdung wird gesteigert bis zum beinahe vollzogenen Schlachten des Sohnes. | 10   |
| 14 | Die Lebensgefährdung spielt sich ohne direkte Beteiligung Abrahams weit weg in der Wüste ab. | Abraham ist direkt handelndes Subjekt.                                                  | 9f   |
| 14 | Gehorsam Abrahams                                                                            | Gehorsam Abrahams wird als Gottesfurcht klarer konturiert.                              | 3.12 |

#### Theologische Aussagen und Einzelbeobachtungen
Gen 21 greift die erste Vertreibung Hagars aus Gen 16 auf, hat aber einen anderen Schwerpunkt: Während in Gen 16 das Hauptthema ein Sohn für die kinderlose Sara ist, geht es in Gen 21 um die Sicherung des Erbes für Isaak. Gen 21 befasst sich mit den selbstverschuldeten Konsequenzen von Saras Idee, die Nachkommenschaft durch die Sklavin zu garantieren. Denn nun gibt es zwei Söhne, von denen nach altorientalischem Recht (Codex Hammurapi §170) beide erbberechtigt sein müssten. Was Ismael mit Isaak macht (V. 9 מְצַחֵק), spielt auf Isaaks Namen an (V. 3 יִצְחָק), was so gedeutet werden kann, dass hier die Rolle der beiden Söhne sich zu vermischen droht. In Saras Aussage stehen sich deshalb explizit ihr Sohn und der Sohn der Magd sprachlich und inhaltlich gegenüber: Sara möchte, dass nur ihr eigener Sohn erbt. Sie schlägt auch den härtesten Lösungsweg der Vertreibung vor, mit dem Abraham zunächst auch nicht einverstanden ist. Die Vertreibung impliziert die kommenden Schwierigkeiten, die in Abrahams fürsorglicher Bereitstellung von Wasser und Brot schon angedeutet werden. Der Familienkonflikt um das Erbe ist auf Volksebene der Konflikt um das Verheißene Land: Wer darf es erben, wer wird hingegen vertrieben? Genau diese Vokabeln kennt man auch von der Landnahme-Thematik, bei der Israel das Land erbt und Gott die Feinde vertreibt. Anders als in der Landnahme geht es aber nicht um Vernichtung, sondern immerhin „nur“ um Vertreibung in einen anderen Lebensraum (im Fall der Erzählung in die Wüste Paran).
Unklar ist in der Erzählung, ob Ismael schon in fortgeschrittenem Alter ist (etwa 17 Jahre, wenn man der biblischen Chronologie folgt und man von einer Entwöhnungszeit von etwa drei Jahren ausgeht; denn Abraham ist 86, als er Ismael bekommt, und ist 100, als er Isaak bekommt, also wird das Fest der Entwöhnung etwa sein, als Abraham 103 Jahre alt ist; somit wäre Ismael 17). Nach der Vertreibung wird Ismael hingegen als Kleinkind dargestellt, das hingelegt wird, schreit und an der Hand genommen werden muss. Erst in der Wüste wächst er dann heran. Theologisch ist nicht zu vernachlässigen, dass Gott nicht nur zu Abraham spricht, sondern auch den Schrei Ismaels hört (obwohl im Text erst einmal nur Hagar weint). Und nicht zuletzt wird auch Ismael als Sohn Abrahams gesegnet. Die Trennung Ismaels von der Abraham-Familie wird dann durch die Hochzeit mit einer Ägypterin besiegelt, wodurch die Erbfrage eindeutig zugunsten Isaaks/Israels geklärt wird. Demgegenüber stehen andere Deutungen z. B. in Gen 25, die von keiner klaren Trennung Isaaks und Ismaels ausgehen, sondern beide Söhne ihren Vater begraben lässt.

## Ismael im Koran

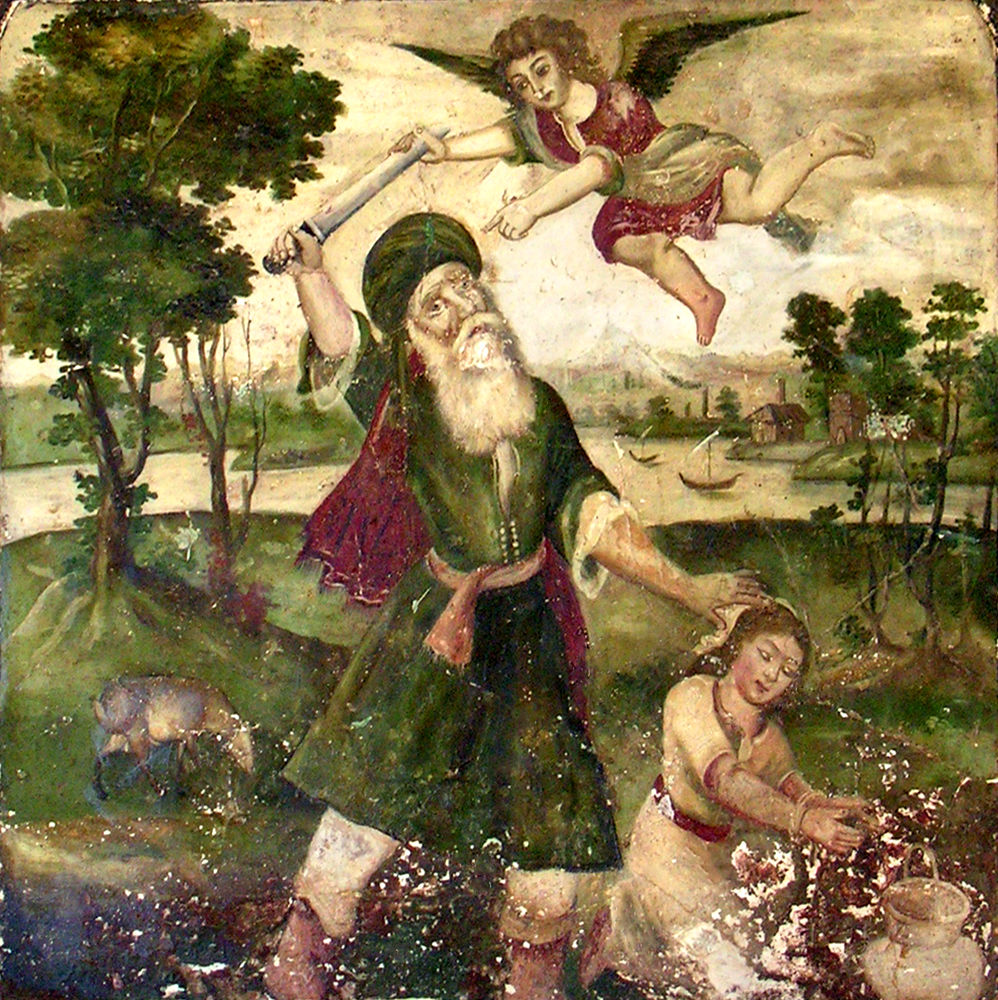
Fresko Opferung Ismails, Schiraz, 18. Jh.

Im Koran wird die Geschichte Ismaels anders als in der Bibel interpretiert:
Nach einer Offenbarung heiratet Abraham Hagar, die Dienerin seiner ersten Frau Sara, die keine Kinder bekommen kann. Während einer Reise in Südarabien gebiert Hagar ihm den Sohn Ismael. Als sie den Ort des heutigen Mekka erreichen, erhält Abraham von Gott in einer Offenbarung den Auftrag, Hagar und ihr Kind Ismael an diesem Ort zurückzulassen, der einmal für die Muslime der heiligste Ort auf Erden werden soll. Abraham tut dies und zieht weiter, mit der Überzeugung, dass Gott sich um die beiden kümmern werde.
Während in der Bibel (Gen 22 ) ausdrücklich Isaak geopfert werden soll (geopfert wird schließlich ein Widder), bleibt im Koran der zu opfernde Sohn namenlos und wird von den meisten muslimischen Kommentatoren mit Ismael identifiziert (Sure 37,102–107). Frühe islamische Traditionen ziehen entweder Isaak oder Ismael in Betracht, heute gilt jedoch den meisten Muslimen als ausgemacht, dass es sich um Ismael gehandelt habe.
Ismael gilt im Koran als Gesandter Gottes und zusammen mit Abraham als Erbauer der Kaaba:

„Und als Abraham mit Ismael die Grundmauern des Hauses errichtete (, sagte er): ‘Unser Herr, nimm von uns an; denn wahrlich, Du bist der Allhörende, der Allwissende.’“

Obwohl keine spezifischen Prophezeiungen von ihm überliefert sind, genießt Ismael großes Ansehen:

„Und er pflegte seinen Angehörigen Gebet und Zakah ans Herz zu legen und war seinem Herrn wohlgefällig.“

Der Koran erwähnt Ismael mit anderen Propheten wie Elisa, Jonas und Lot, wo sie als gerecht und Auserwählte Gottes beschrieben werden:

„Und gedenke Ismaels, Elischa und Dhu l-Kifls; alle gehören sie zu den Besten.“

Die arabische Überlieferung sieht in der Verschmelzung der Nachkommen von Ismaels Sohn Adnan mit den südarabischen Nachkommen des Patriarchen Qahtan die Entstehung des Volkes der Araber. Ismael selbst sei mit einer Nachkommin Dschorhams, eines Sohnes Qahtans, verheiratet gewesen. Nach islamischer Überlieferung wurde er in Mekka neben der Kaaba beigesetzt.

## Ismael in Literatur und Kunst

### Malerei
- Barent Fabritius: Hagar und Ismael
- Guercino: Abraham vertreibt Hagar und Ismael, 1657
- Nicolas Colombel: Hagar und Ismael in der Wüste
- Giovanni Battista Tiepolo: Hagar und Ismael, um 1732